# Chrysemosa andresi
Chrysemosa andresi är en insektsart som först beskrevs av Luisa Eugenia Navas 1915.  Chrysemosa andresi ingår i släktet Chrysemosa och familjen guldögonsländor. Inga underarter finns listade i Catalogue of Life.